# Powstanie w Mediolanie
Powstanie w Mediolanie (tzw. Pięć dni Mediolanu, z wł. Cinque giornate di Milano) – jeden z epizodów Wiosny Ludów, który miał miejsce w dniach 18–22 marca 1848 roku.
Do rewolty doszło na wieść o wybuchu rewolucji marcowej w Berlinie. 18 marca tłumy powstańców zajęły pałac rządowy, kierując się na ratusz. Punktem zapalnym stało się ostrzelanie manifestantów przez austriacki patrol, co doprowadziło do spontanicznego powstania. Na ulicach powstawały barykady, powstańcy strzelali z okien i dachów do żołnierzy austriackich. W odpowiedzi wojsko austriackie dowodzone przez marszałka Josepha Radetzky'ego rozpoczęło ostrzał miasta po czym rozpoczęło walki uliczne. Dnia 22 marca w rejon miasta nadciągnęła armia piemoncka, co spowodowało wycofanie się Austriaków. Straty powstańców wyniosły 424 zabitych oraz 600 rannych, Austriacy stracili 181 zabitych, 235 rannych oraz 180 zaginionych. 